# Pandineum clarum
Pandineum clarum är en mångfotingart som beskrevs av Chamberlin 1955. Pandineum clarum ingår i släktet Pandineum och familjen storjordkrypare. Inga underarter finns listade i Catalogue of Life.